# Курси
Курси (итал. Cursi) је насеље у Италији у округу Лече, региону Апулија.
Према процени из 2011. у насељу је живело 4013 становника. Насеље се налази на надморској висини од 87 м.

## Географија
| Клима (Курси)              | Клима (Курси) | Клима (Курси) | Клима (Курси) | Клима (Курси) | Клима (Курси) | Клима (Курси) | Клима (Курси) | Клима (Курси) | Клима (Курси) | Клима (Курси) | Клима (Курси) | Клима (Курси) | Клима (Курси) |
| Показатељ \ Месец          | .Јан.         | .Феб.         | .Мар.         | .Апр.         | .Мај.         | .Јун.         | .Јул.         | .Авг.         | .Сеп.         | .Окт.         | .Нов.         | .Дец.         | .Год.         |
| -------------------------- | ------------- | ------------- | ------------- | ------------- | ------------- | ------------- | ------------- | ------------- | ------------- | ------------- | ------------- | ------------- | ------------- |
| Средњи максимум, °C (°F)   | 12,6 (54,7)   | 13,2 (55,8)   | 15,0 (59)     | 18,3 (64,9)   | 22,6 (72,7)   | 26,8 (80,2)   | 29,2 (84,6)   | 29,6 (85,3)   | 26,2 (79,2)   | 21,8 (71,2)   | 17,6 (63,7)   | 14,2 (57,6)   | 29,6 (85,3)   |
| Средњи минимум, °C (°F)    | 5,6 (42,1)    | 5,8 (42,4)    | 7,2 (45)      | 9,5 (49,1)    | 13,1 (55,6)   | 17,0 (62,6)   | 19,5 (67,1)   | 19,9 (67,8)   | 17,3 (63,1)   | 13,7 (56,7)   | 9,9 (49,8)    | 7,1 (44,8)    | 5,6 (42,1)    |
| Количина падавина, mm (in) | 71 (28)       | 60 (23,6)     | 65 (25,6)     | 40 (15,7)     | 33 (13)       | 20 (7,9)      | 16 (6,3)      | 22 (8,7)      | 49 (19,3)     | 80 (31,5)     | 97 (38,2)     | 74 (29,1)     | 627 (246,9)   |
| [ тражи се извор ]         |               |               |               |               |               |               |               |               |               |               |               |               |               |

## Становништво
| 1931. | 1936. | 1951. | 1961. | 1971. | 1981. | 1991. | 2001. | 2011. |
| ----- | ----- | ----- | ----- | ----- | ----- | ----- | ----- | ----- |
| 2.367 | 2.573 | 3.049 | 3.373 | 3.494 | 3.942 | 4.190 | 4.122 | 4.251 |